# Pete Ricketts
Pour les articles homonymes, voir Ricketts.
John Peter Ricketts, dit Pete Ricketts, né le 19 août 1964 à Nebraska City, est un homme politique américain, membre du Parti républicain et sénateur du Nebraska au congrès des États-Unis depuis 2023. Il est gouverneur du Nebraska de 2015 à 2023.

## Biographie

### Élection au Sénat des États-Unis en 2006
Homme d'affaires notamment directeur de l'exploitation de TD Ameritrade, Ricketts concourt lors de la primaire du Parti républicain pour l'élection de 2006 au Sénat des États-Unis dans le Nebraska. Il gagne la primaire avec 48,14 % des voix face à Don Stenberg, ancien procureur général du Nebraska et nommé du parti pour le Sénat des États-Unis en 2000, qui reçoit 35,83 % des voix, et David J. Kramer, président du Parti républicain du Nebraska, qui reçoit 16,03 % des voix. Lors de l'élection, Ricketts est battu par le candidat du Parti démocrate, le sortant Ben Nelson, par 36,12 % des voix contre 63,88 % à Nelson.

### Gouverneur du Nebraska
En septembre 2013, Ricketts déclare briguer la succession du gouverneur du Nebraska Dave Heineman lors des élections de 2014. Le 13 mai 2014, il remporte la primaire républicaine avec 26,48 % des voix, devançant légèrement Jon Brunning, procureur général du Nebraska soutenu par le gouverneur sortant, ayant obtenu 25,49 % des suffrages et quatre autres candidats. Le 4 novembre, il est élu gouverneur du Nebraska avec 57,21 % des voix face au nommé démocrate Chuck Hassebrook, ancien régent de l'université du Nebraska, qui obtient 39,27 % des suffrages.
Pete Ricketts et Mike Foley (en), auditeur de l'État élu lieutenant-gouverneur aux côtés de ce dernier, entrent en fonctions le 8 janvier 2015. 
Candidat à sa réélection lors des élections de 2018, il remporte nettement la primaire républicaine avec 81,42 % des voix avant d'être réélu pour un second mandat en remportant l'élection générale de novembre avec 59 % des suffrages contre le sénateur d'État démocrate Bob Krist,.
Pendant la pandémie de Covid-19, il menace en juin 2020 de ne pas octroyer de fonds fédéraux aux comtés du Nebraska prévoyant des obligations de port du masque. En octobre 2021, il ordonne aux agences gouvernementales de l'État de ne pas se soumettre à l'obligation vaccinale prévue par le gouvernement fédéral.

### Sénateur
Le 5 janvier 2023, Jim Pillen lui succède au poste de gouverneur du Nebraska ; le 12 janvier, ce dernier désigne Pete Ricketts au poste de sénateur laissé vacant par Ben Sasse. Il prend ses fonctions le 23 janvier	.
Il est candidat à l'élection spéciale organisée en 2024 pour élire un sénateur jusqu'à la fin du mandat de Ben Sasse en janvier 2027. Large vainqueur de la primaire républicaine le 14 mai, il remporte l'élection de novembre contre le démocrate Preston Love Jr..